# Newropeans
A Newropeans egy európai polgári mozgalom, mely a különböző tagállamokban azonos programmal indít jelölteket az európai parlamenti választásokon. A 2009-es választások alkalmával Franciaországban, Németországban és Hollandiában állított listákat. A Newropeans egyike az első transzeurópai politikai pártoknak. A francia ága a 8 választókörzetből (beleértve a tengerentúli tartományokat is) 5-ben képviseltette magát, ami lehetővé tette a hivatalos televíziós kampányban való megjelenést is.

## Története
A mozgalmat Franck Biancheri alapította 2005. június 24-én, azután, hogy a francia és a holland népszavazás elutasította az Európai Alkotmány szövegét. Franck Biancheri alapította 1985-ben az Európai Hallgatók Hálózatának Egyesülete, vagy más néven (AEGEE) diákegyesületet. 1987-ben, François Mitterrand elnöknél tett látogatása során közbenjárt az Erasmus-program beindításáért. 1997-ben létrehozott egy szociopolitikai tanácsadó intézményt Leap/Europe2020 néven, melynek jelenleg is az elnöke.
A 2009. július 3-án és 4-én, Párizsban tartott közgyűlésén a Newropeans megfogalmazta stratégiáját a 2009-2014-es időszakra. Ezek között szerepel a vezetőbizottság megújítása, különböző témakörrel foglalkozó munkacsoportok felállítása mint pl. newropeans akadémia, a civil társadalom elvárásait elemző csoport, a széles körű és független tudósításért és kommunikációért felelős csoport, az Európai Demokrata Front, az aktivisták csoportja, stb.)

## Programja
A Newropeans kezdeményezi:
- Az európai képviselők életre szóló mentelmi jogának eltörlését;
- Minden új európai egyezmény ratifikálását és népszavazásra való előterjesztését;
- Egy választott és az Európai Parlamenttel szemben felelős kormány kinevezését a jelenlegi Európai Bizottság helyére.
- Az EU Intézményeinek decentralizálását és reformját.
- Azt a közös agrárpolitikát melynek elsődleges feladata 500 millió európai ember élelemszükségleteinek és a termelők tisztességes megélhetésének biztosítása.
- A bevándorlással kapcsolatban az egységes és a tényleges fejlődést támogató politikát ;

A Newropeans kiáll az oktatás, a kutatás, ill. a cserekapcsolatok fejlesztéséért és bővítéséért, valamint az Európán belüli telekommunikációs és útiköltségek csökkentéséért.
A Newropeans elutasítja a lisszaboni szerződést mivel azt túlságosan liberálisnak véli, mely semmibe veszi a társadalmi és környezeti érdekeket. A szerződést teljességgel antidemokratikus módon fogadta el a francia parlament 2008-ban (parlamenti úton módosították a francia alkotmányt ennek érdekében), mivel nem vették figyelembe a 2005-ös referendummal kinyilvánított, azt leszavazó népakaratot.

## Események
- Tengerparti kampány 2008 nyarán
- Európai parlamenti választások